# Heteracris vinacea
Heteracris vinacea är en insektsart som först beskrevs av Sjöstedt 1923.  Heteracris vinacea ingår i släktet Heteracris och familjen gräshoppor. Inga underarter finns listade i Catalogue of Life.